# Tamara Griesser Pečar
Tamara Griesser - Pečar, slovenska zgodovinarka, * 18. marec 1947, Ljubljana.
Osnovno šolo je obiskovala v Ljubljani, Portorožu in v Kopru, kamor se je preselila, ker je bil njen oče, inženir Franc Pečar, poslan iz Litostroja na mesto prvega direktorja tovarne Tomos, zgrajene kakor hitro je bila Cona B Svobodnega tržaškega ozemlja priključena Jugoslaviji oktobra 1954.
Srednje šole ni končala v Sloveniji, ampak jo je nadaljevala v tujini v New Yorku in na Dunaju.
Na Dunaju je tudi končala srednjo šolo »American International School«. Sprva je študirala na American College v Parizu, potem pa je odšla na Dunaj, kjer je študirala anglistiko in zgodovino. Doktorirala je leta 1973 z disertacijo »Die Stellung der slowenischen Landesregierung zum Land Kärnten 1918-1920«. 
Je svobodna zgodovinarka, ki se ukvarja s preučevanjem obdobja od propada Avstro-Ogrske do prvih let po drugi svetovni vojni. Predvsem se ukvarja z zgodovino katoliške Cerkve v Sloveniji v obdobju od 1941 do 1990.
Marca 2004 ji je papež Janez Pavel II. na predlog Slovenske škofovske konference podelil odlikovanje Pro Ecclesia et Pontifice. Leta 2006 ji je Inštitut za Podonavje in Srednjo Evropo (Institut für den Donauraum und Mitteleuropa) v Diplomatski akademiji na Dunaju podelil nagrado Antona Gindelyja za njeno delo Razdvojeni narod.

## Dela
- Die Stellung der slowenischen Landesregierung zum Land Kärnten 1918-1920 (Stališče slovenske deželne vlade do Koroške 1918-1920)., Dunaj, 1973. (COBISS)
- Zita: Die Wahrheit űber Europas letzte Kaiserin (Zita: Resnica o zadnji evropski cesarici), Gustav Lübber Verlag, Bergisch Gladbach, 1985. (COBISS)
- Die Mission Sixtus: Österreichs Friedensversuch im Ersten Weltkrieg (Misija Sixtus: Avstrijski mirovni poskus med prvo svetovno vojno). Amalthea Verlag, Dunaj, 1988. (COBISS)
- Rožmanov proces, Družina, Ljubljana, 1996. (COBISS)
- Razdvojeni narod: Slovenija 1941-1945, Okupacija, Kolaboracija, Državljanska vojna, Revolucija. Zbirka Premiki. Mladinska knjiga, 2004. (COBISS), sprva izšlo v nemščini kot Das zerrissene Volk. Slowenien 1941-1946. Okkupation, Kollaboration, Bürgerkrieg, Revolution, in: Studien zu Politik und Verwaltung, Bd. 86, Wien-Köln-Graz, Böhlau Verlag 2003. (COBISS)
- Stanislav Lenič: Življenjepis iz zapora. Mohorjeva založba, Celovec-Ljubljana-Dunaj, 1997. (COBISS)
- Cerkev na zatožni klopi: Sodni procesi, administrativne kazni, posegi »ljudske oblasti« v Sloveniji od 1943 do 1960. Družina, Ljubljana, 2005. (COBISS)
- Med sodbo sodišča in sodbo vesti : dokumenti sodnega procesa proti škofu Gregoriju Rožmanu.  Družina, Ljubljana,  2009. [COBISS.SI-ID 247561984] Soavtorji: Marija Čipić Rehar, France M. Dolinar, Blaž Otrin, Julijana Visočnik.
- Zita: L'ultima imperatrice d'Austria-Ungheria (Zita: Resnica o zadnji evropski cesarici),Libreria Editrice, Gorizia, 2009. {{COBISS|ID=995973]}
- Die Stellung der slowenischen Landesregierung zum Land Kärnten 1918-1920 (Stališče slovenske deželne vlade do Koroške 1918-1920), in: Studia Carinthiaca, Band XXX, Mohorjeva/Hermagoras,Klagenfurt/Celovec - Ljubljana/Laibach - Wien/Dunaj, 2010. {{COBISS=1047429]}
- Maribor/Marburg an der Drau : eine kleine Stadtgeschichte. Böhlau Verlag,Wien; Köln; Weimar,2011,{[COBISS.SI-ID 1135749]}